# عزم القصور الذاتي

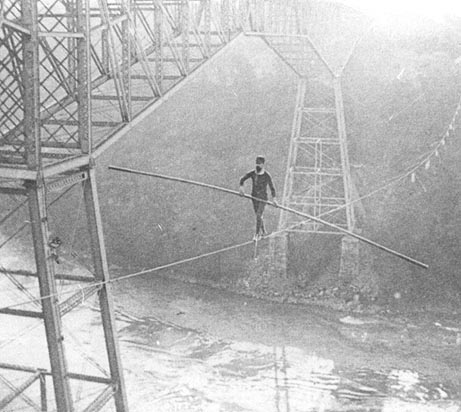
يستخدم المشاة على حبل مشدود لحظة القصور الذاتي لقضيب طويل لتحقيق التوازن أثناء سيرهم على الحبل. صموئيل ديكسون يعبر نهر نياجرا عام 1890.

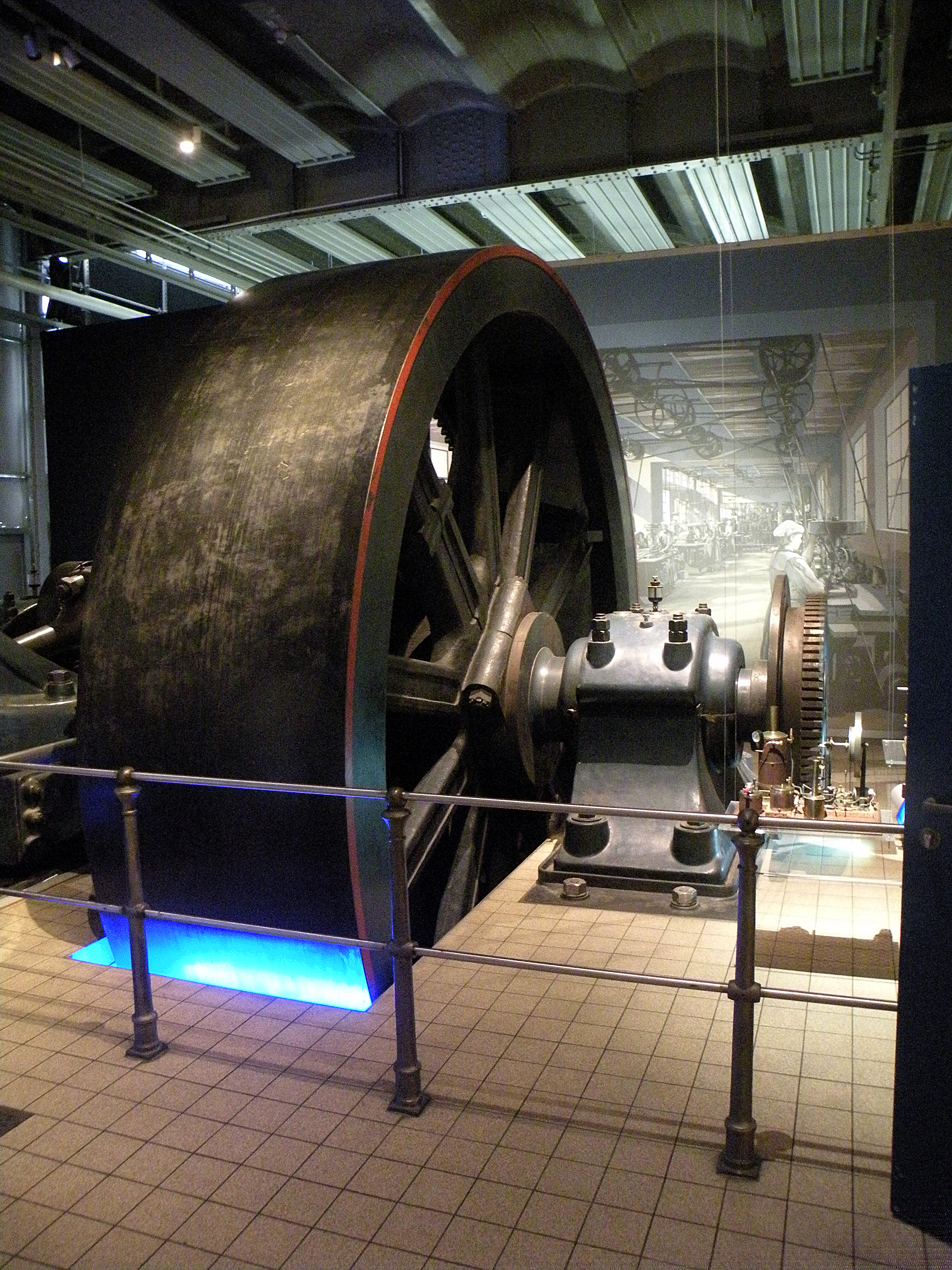
الحذافات تملك عزم قصور ذاتي كبير للتخفيف من الحركة الميكانيكية. هذا المثال في المتحف الروسي

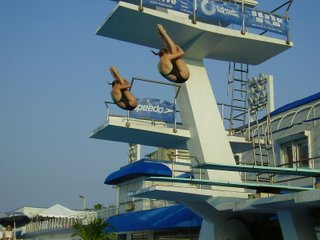
يقوم متدرب الغوص بثني ركبتيه لكي يقلل من عزم القصور الذاتي اللازم لتدوير جسمه أثناء القفز

شكل يوضح عزم العطالة لعدد من الأجسام

عزم القصور الذاتي (بالإنجليزية: Moment of inertia) أو عزم العطالة، يحسب العزم اللازم للتسارع الزاوي حول محور الدوران للجسم الصلب. يعتمد هذا على توزيع الكتلة للجسم وعلى المحور المختار، مع وجود عزوم أكبر يتطلب المزيد من العزم لتغيير دوران الجسم. هو عبارة عن قيمة مضافة، عزم القصور الذاتي لنظام مركب هو مجموع عزوم القصور الذاتي لأنظمته الفرعية المكونة له (جميعها حول نفس المحور). إحدى تعريفاته هي العزم الثاني للكتلة بالنسبة للمسافة من المحور (ص) {\displaystyle I=\int _{Q}r^{2}\mathrm {d} m}
إن لحظة القصور الذاتي، والمعروفة باسم عزم الكتلة من القصور الذاتي، أو الكتلة الزاوية أو القصور الذاتي الدوراني، لجسم صلب هي كمية تحدد عزم الدوران المطلوب للتسارع الزاوي المطلوب حول محور الدوران، على غرار كيفية تحديد الكتلة للقوة المطلوبة للتسارع المطلوب. يعتمد ذلك على توزيع كتلة الجسم والمحور المختار، حيث تتطلب اللحظات الأكبر مزيدًا من عزم الدوران لتغيير معدل دوران الجسم.
إنها خاصية (مضافة) واسعة النطاق: بالنسبة للكتلة النقطية، فإن لحظة القصور الذاتي هي ببساطة الكتلة مضروبة في مربع المسافة العمودية على محور الدوران. لحظة القصور الذاتي للنظام المركب الصلب هي مجموع لحظات القصور الذاتي للأنظمة الفرعية المكونة له (كلها تقريبًا نفس المحور). أبسط تعريف لها هو اللحظة الثانية للكتلة بالنسبة إلى المسافة من المحور.
عن جثث مقيدة للتدوير في طائرة، فقط لحظة من الجمود حول عمودي محور إلى الطائرة، والعددية القيمة، المسائل. بالنسبة للأجسام التي تتمتع بحرية الدوران في ثلاثة أبعاد، يمكن وصف لحظاتها بـ 3 متماثل × 3 مصفوفة، مع مجموعة من المحاور الرئيسية المتعامدة بشكل متبادل والتي تكون فيها هذه المصفوفة قطرية وتعمل عزم الدوران حول المحاور بشكل مستقل عن بعضها البعض.
بالنسبة للأجسام المقيدة بالدوران في المستوى، فيكفي أن تعتبر عزم قصورها الذاتي حول محور عمودي على المستوى. بالنسبة للأجسام الحرة الدوران حول ثلاثة أبعاد فإن عزومه يمكن وصفها عن طريق مصفوفة متماثلة 3X3.

## مقدمة
يمكن وصف سهولة تغيير سرعة الدوران لجسم من خلال عزم القصور الذاتي. لو فرضنا قرصين متساويين في الكتلة وأحدهما ذو قطر أو أسطوانة أوسع من الآخر سنلاحظ أن القرص ذو القطر الأوسع يحتاج لبذل جهد أكبر لتدويره لسرعة دورانية متساوية والعكس صحيح حيث يظل القرص ذو القطر الأكبر محافظا على دورانه لفترة أطول من الآخر.
عندما يكون الجسم حرًا في الدوران حول محور، يجب تطبيق عزم الدوران لتغيير زخمه الزاوي. كمية العزم اللازمة لإحداث أي تسارع زاوي معين (معدل التغير في السرعة الزاوية) تتناسب مع لحظة القصور الذاتي للجسم. يمكن التعبير عن لحظة القصور الذاتي بوحدات الكيلوغرام المتر المربع (kg · m 2) بوحدات SI ورطل قدم مربع (lbf · ft · s 2) في الوحدات الإمبراطورية أو الأمريكية.
تلعب لحظة القصور الذاتي دورًا في حركية الدوران التي تلعبها الكتلة (القصور الذاتي) في حركية خطية — كلاهما يميزان مقاومة الجسم للتغيرات في حركته. تعتمد لحظة القصور الذاتي على كيفية توزيع الكتلة حول محور الدوران، وستختلف وفقًا للمحور المختار. بالنسبة لكتلة تشبه النقطة، يتم إعطاء لحظة القصور الذاتي حول بعض المحاور بواسطة {\displaystyle mr^{2}}، أين {\displaystyle r} هي مسافة النقطة من المحور، و {\displaystyle m} هي الكتلة. بالنسبة لجسم صلب ممتد، فإن لحظة القصور الذاتي هي مجرد مجموع كل القطع الصغيرة من الكتلة مضروبة في مربع مسافاتها من المحور في الدوران. بالنسبة للجسم الممتد ذي الشكل المنتظم والكثافة المنتظمة، ينتج هذا الجمع أحيانًا تعبيرًا بسيطًا يعتمد على الأبعاد والشكل والكتلة الإجمالية للجسم.
في عام 1673 قدم كريستيان هيغنز هذه المعلمة في دراسته لتذبذب الجسم المتدلي من محور، المعروف باسم البندول المركب. تم تقديم مصطلح لحظة القصور الذاتي من قبل ليونارد أويلر في كتابه عناصر من الجسم (اسم الكتاب باللاتينية: Theoria motus corporum Solidorum seu rigidorum) في عام 1765،  وتم دمجه في قانون أويلر الثاني.
يتم الحصول على التردد الطبيعي لتذبذب البندول المركب من نسبة عزم الدوران التي تفرضها الجاذبية على كتلة البندول إلى مقاومة التسارع المحددة بواسطة لحظة القصور الذاتي. توفر مقارنة هذا التردد الطبيعي بتردد البندول البسيط المكون من نقطة واحدة للكتلة صيغة رياضية للحظة القصور الذاتي للجسم الممتد.
تظهر لحظة القصور الذاتي أيضًا في الزخم والطاقة الحركية وقوانين نيوتن للحركة لجسم صلب كمعامل فيزيائي يجمع بين شكله وكتلته. هناك اختلاف مثير للاهتمام في طريقة ظهور لحظة القصور الذاتي في الحركة المستوية والمكانية. تحتوي الحركة المستوية على عدد قياسي واحد يحدد لحظة القصور الذاتي، بينما تنتج نفس الحسابات للحركة المكانية 3 × 3 مصفوفة من لحظات القصور الذاتي، تسمى مصفوفة القصور الذاتي أو موتر القصور الذاتي.
تُستخدم لحظة القصور الذاتي في دولاب الموازنة الدوارة في آلة لمقاومة التغيرات في عزم الدوران المطبق لتنعيم ناتج الدوران. تحدد لحظة القصور الذاتي للطائرة حول محاورها الطولية والأفقية والرأسية كيف تؤثر قوى التوجيه على أسطح التحكم في أجنحتها والمصاعد والدفة (الدفات) على حركات الطائرة في التدحرج والميل والانعراج.

## تعريف
تُعرَّف لحظة القصور الذاتي بأنها ناتج كتلة المقطع ومربع المسافة بين المحور المرجعي والنقطة الوسطى للقسم.

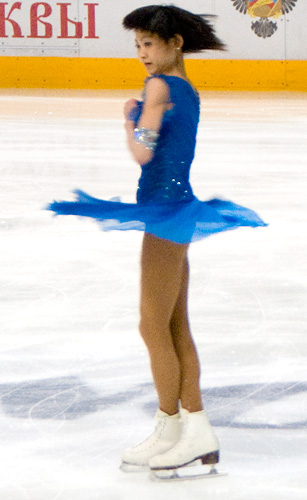
يمكن للمتزلجين على شكل غزل أن يقللوا من لحظة القصور الذاتي عن طريق سحب أذرعهم، مما يسمح لهم بالدوران بشكل أسرع بسبب الحفاظ على الزخم الزاوي.

لحظة من الجمود يعرف I كنسبة من صافي الزخم الزاوي L نظام لفي سرعة الزاوي ω حول محور رئيسي،  وهذا هو
{\displaystyle I={\frac {L}{\omega }}.}
إذا كان الزخم الزاوي لنظام ما ثابتًا، فعندئذٍ مع تقلص لحظة القصور الذاتي، يجب زيادة السرعة الزاوية. يحدث هذا عندما يسحب المتزلجون على الجليد أذرعهم الممدودة أو يقوم الغواصون بلف أجسادهم في وضع الثني أثناء الغوص، للدوران بشكل أسرع.
إذا لم يتغير شكل الجسم، فإن لحظة القصور الذاتي تظهر في قانون نيوتن للحركة كنسبة من عزم الدوران المطبق τ على جسم إلى التسارع الزاوي α حول محور رئيسي، وهذا هو
{\displaystyle \tau =I\alpha .} بالنسبة إلى البندول البسيط، ينتج عن هذا التعريف معادلة لحظة القصور الذاتي I من حيث الكتلة m للبندول والمسافة r من النقطة المحورية،
{\displaystyle I=mr^{2}.} وبالتالي، فإن لحظة القصور الذاتي للبندول تعتمد على كل من كتلة الجسم m وشكله، أو شكله، كما هو محدد بالمسافة r إلى محور الدوران.
تُعمم هذه الصيغة البسيطة لتعريف لحظة القصور الذاتي لجسم تم تشكيله بشكل تعسفي كمجموع كل كتل النقطة الأساسية dm كل مضروب في مربع المسافة العمودية r إلى المحور k. وبالتالي، فإن لحظة القصور الذاتي للجسم التعسفي تعتمد على التوزيع المكاني لكتلته.
بشكل عام، بالنظر إلى كائن كتلته m، يمكن تحديد نصف قطر فعال k، اعتمادًا على محور دوران معين، مع هذه القيمة بحيث تكون لحظة القصور الذاتي حول المحور
{\displaystyle I=mk^{2},} حيث يُعرف k بنصف قطر الدوران حول المحور.

## أمثلة

### البندول بسيط
يمكن قياس لحظة القصور الذاتي باستخدام بندول بسيط، لأنها مقاومة للدوران الذي تسببه الجاذبية. من الناحية الحسابية، فإن لحظة القصور الذاتي للبندول هي نسبة عزم الدوران بسبب الجاذبية حول محور البندول إلى تسارعه الزاوي حول نقطة المحور تلك. بالنسبة للبندول البسيط، وجد أن هذا هو نتاج كتلة الجسيم {\displaystyle m} مع مربع المسافة {\displaystyle r} إلى المحور، هذا هو
{\displaystyle I=mr^{2}.}
يمكن توضيح ذلك على النحو التالي: تولد قوة الجاذبية على كتلة بندول بسيط عزمًا {\displaystyle {\boldsymbol {\tau }}=\mathbf {r} \times \mathbf {F} } حول المحور العمودي على مستوى حركة البندول. هنا {\displaystyle \mathbf {r} } هو متجه المسافة عمودي على ومن القوة إلى محور عزم الدوران، و {\displaystyle \mathbf {F} } هي القوة الكلية المؤثرة على الكتلة. يرتبط بهذا العزم تسارع زاوية، {\displaystyle {\boldsymbol {\alpha }}}، من الخيط والكتلة حول هذا المحور. بما أن الكتلة مقيدة بدائرة، فإن التسارع المماسي للكتلة هو {\displaystyle \mathbf {a} ={\boldsymbol {\alpha }}\times \mathbf {r} }. منذ {\displaystyle F=ma} تصبح معادلة عزم الدوران:
{\displaystyle {\begin{aligned}{\boldsymbol {\tau }}&=\mathbf {r} \times \mathbf {F} =\mathbf {r} \times (m{\boldsymbol {\alpha }}\times \mathbf {r} )\\&=m((\mathbf {r} \cdot \mathbf {r} ){\boldsymbol {\alpha }}-(\mathbf {r} \cdot {\boldsymbol {\alpha }})\mathbf {r} )\\&=mr^{2}{\boldsymbol {\alpha }}=I\alpha \mathbf {\hat {k}} ,\end{aligned}}}
أين {\displaystyle \mathbf {\hat {k}} } هو متجه وحدة عمودي على مستوى البندول. (تستخدم الخطوة الثانية إلى الأخيرة تمدد المنتج الثلاثي المتجه بعمودية {\displaystyle {\boldsymbol {\alpha }}} و {\displaystyle \mathbf {r} }.) الكمية {\displaystyle I=mr^{2}} هي لحظة القصور الذاتي لهذه الكتلة المفردة حول النقطة المحورية.
الكمية {\displaystyle I=mr^{2}} يظهر أيضًا في الزخم الزاوي للبندول البسيط، والذي يُحسب من السرعة {\displaystyle \mathbf {v} ={\boldsymbol {\omega }}\times \mathbf {r} } من كتلة البندول حول المحور، أين {\displaystyle {\boldsymbol {\omega }}} هي السرعة الزاوية للكتلة حول النقطة المحورية. يتم إعطاء هذا الزخم الزاوي بواسطة
{\displaystyle {\begin{aligned}\mathbf {L} &=\mathbf {r} \times \mathbf {p} =\mathbf {r} \times (m{\boldsymbol {\omega }}\times \mathbf {r} )\\&=m((\mathbf {r} \cdot \mathbf {r} ){\boldsymbol {\omega }}-(\mathbf {r} \cdot {\boldsymbol {\omega }})\mathbf {r} )\\&=mr^{2}{\boldsymbol {\omega }}=I\omega \mathbf {\hat {k}} ,\end{aligned}}}
باستخدام اشتقاق مشابه للمعادلة السابقة.
وبالمثل، يتم تحديد الطاقة الحركية لكتلة البندول من خلال سرعة البندول حول المحور لإنتاج
{\displaystyle E_{\text{K}}={\frac {1}{2}}m\mathbf {v} \cdot \mathbf {v} ={\frac {1}{2}}\left(mr^{2}\right)\omega ^{2}={\frac {1}{2}}I\omega ^{2}.}
هذا يدل على أن الكمية {\displaystyle I=mr^{2}} هي كيف تتحد الكتلة مع شكل الجسم لتعريف القصور الذاتي الدوراني. لحظة القصور الذاتي للجسم المتشكل بشكل تعسفي هي مجموع القيم {\displaystyle mr^{2}} لجميع عناصر الكتلة في الجسم.

### البندول المركب

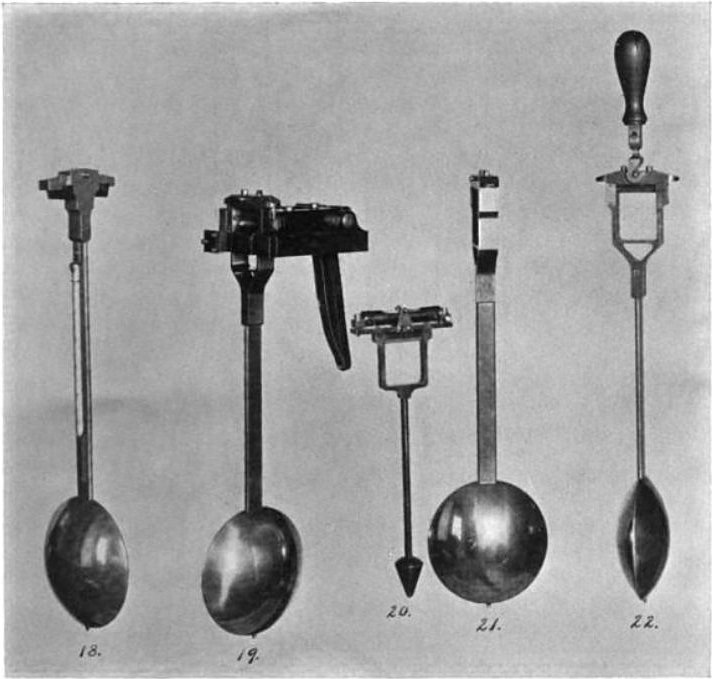
البندولات المستخدمة في جهاز مقياس الجاذبية مندنهال، من مجلة علمية 1897. قدم مقياس الجاذبية المحمول الذي طوره توماس سي ميندنهال في عام 1890 أدق القياسات النسبية لحقل الجاذبية المحلي للأرض.

البندول المركب عبارة عن جسم يتكون من مجموعة من الجسيمات ذات الشكل المستمر والتي تدور بشكل صارم حول محور. لحظة القصور الذاتي لها هي مجموع لحظات القصور الذاتي لكل من الجزيئات التي تتكون منها. :395–396  :51–53 التردد الطبيعي ({\displaystyle \omega _{\text{n}}}) بندول مركب يعتمد على لحظة قصوره الذاتي، {\displaystyle I_{P}}،
{\displaystyle \omega _{\text{n}}={\sqrt {\frac {mgr}{I_{P}}}},}
أين {\displaystyle m} هي كتلة الجسم، {\displaystyle g} هو تسارع الجاذبية المحلي، و {\displaystyle r} هي المسافة من النقطة المحورية إلى مركز كتلة الجسم. يوفر قياس تردد التذبذب هذا على عمليات الإزاحة الزاوية الصغيرة طريقة فعالة لقياس لحظة القصور الذاتي للجسم. :516–517
وبالتالي، لتحديد لحظة القصور الذاتي للجسم، ما عليك سوى تعليقه من نقطة محورية مناسبة {\displaystyle P} بحيث يتأرجح بحرية في مستوى عمودي على اتجاه لحظة القصور الذاتي المطلوبة، ثم يقيس تردده الطبيعي أو فترة التذبذب ({\displaystyle t})، ليحصل
{\displaystyle I_{P}={\frac {mgr}{\omega _{\text{n}}^{2}}}={\frac {mgrt^{2}}{4\pi ^{2}}},}
أين {\displaystyle t} هي فترة (مدة) التذبذب (عادة ما يتم حساب متوسطها على فترات متعددة).

#### مركز التذبذب
البندول البسيط الذي له نفس التردد الطبيعي مثل البندول المركب يحدد الطول {\displaystyle L} من المحور إلى نقطة تسمى مركز تذبذب البندول المركب. تتوافق هذه النقطة أيضًا مع مركز الإيقاع. الطول {\displaystyle L} يتم تحديده من الصيغة،
{\displaystyle \omega _{\text{n}}={\sqrt {\frac {g}{L}}}={\sqrt {\frac {mgr}{I_{P}}}},}
أو
{\displaystyle L={\frac {g}{\omega _{\text{n}}^{2}}}={\frac {I_{P}}{mr}}.}
يستغرق بندول الثواني، الذي يوفر «علامة» و «تدق» ساعة الجد، ثانية واحدة للتأرجح من جانب إلى آخر. هذه فترة ثانيتين، أو تكرار طبيعي لـ {\displaystyle \pi \ \mathrm {rad/s} } للبندول. في هذه الحالة، المسافة إلى مركز التذبذب، {\displaystyle L}، يمكن حسابها لتكون
{\displaystyle L={\frac {g}{\omega _{\text{n}}^{2}}}\approx {\frac {9.81\ \mathrm {m/s^{2}} }{(3.14\ \mathrm {rad/s} )^{2}}}\approx 0.99\ \mathrm {m} .}
لاحظ أنه يجب تعديل المسافة إلى مركز تذبذب بندول الثواني لتلائم القيم المختلفة لتسارع الجاذبية المحلي. بندول كاتر هو بندول مركب يستخدم هذه الخاصية لقياس التسارع المحلي للجاذبية، ويسمى مقياس الجاذبية.

## قياس لحظة القصور الذاتي
يمكن قياس لحظة القصور الذاتي لنظام معقد مثل مركبة أو طائرة حول محوره الرأسي عن طريق تعليق النظام من ثلاث نقاط لتشكيل بندول ثلاثي. البندول الثلاثي هو عبارة عن منصة مدعومة بثلاثة أسلاك مصممة للتأرجح في الالتواء حول محورها المركزي الرأسي. فترة تذبذب البندول الثلاثي تعطي لحظة من القصور الذاتي للنظام.

## الحركة في مستوى ثابت

### كتلة النقطة
- spherical shell,
- solid sphere,
- cylindrical ring, and
- solid cylinder.

أربعة أجسام ذات كتل وأنصاف أقطار متطابقة تتسابق على مستوى أثناء التدحرج دون الانزلاق.من الخلف إلى الأمام:

يتم حساب لحظة القصور الذاتي حول محور الجسم عن طريق الجمع {\displaystyle mr^{2}} لكل جسيم في الجسم، أين {\displaystyle r} هي المسافة العمودية على المحور المحدد. لمعرفة كيف تنشأ لحظة القصور الذاتي في دراسة حركة الجسم الممتد، من المناسب التفكير في تجميع جامد للكتل النقطية. (يمكن استخدام هذه المعادلة للمحاور التي ليست محاور رئيسية بشرط أن يكون مفهوماً أن هذا لا يصف بشكل كامل لحظة القصور الذاتي.)
ضع في اعتبارك الطاقة الحركية لتجميع {\displaystyle N} الجماهير {\displaystyle m_{i}} التي تقع في المسافات {\displaystyle r_{i}} من النقطة المحورية {\displaystyle P}، وهي أقرب نقطة على محور الدوران. هو مجموع الطاقة الحركية للكتل الفردية،  :516–517  :1084–1085  :1296–1300
{\displaystyle E_{\text{K}}=\sum _{i=1}^{N}{\frac {1}{2}}\,m_{i}\mathbf {v} _{i}\cdot \mathbf {v} _{i}=\sum _{i=1}^{N}{\frac {1}{2}}\,m_{i}\left(\omega r_{i}\right)^{2}={\frac {1}{2}}\,\omega ^{2}\sum _{i=1}^{N}m_{i}r_{i}^{2}.}
هذا يدل على أن لحظة القصور الذاتي للجسم هي مجموع كل من {\displaystyle mr^{2}} الشروط، هذا هو
{\displaystyle I_{P}=\sum _{i=1}^{N}m_{i}r_{i}^{2}.}
وبالتالي، فإن لحظة القصور الذاتي هي خاصية فيزيائية تجمع بين كتلة الجسيمات وتوزيعها حول محور الدوران. لاحظ أن الدوران حول محاور مختلفة لنفس الجسم ينتج عنه لحظات مختلفة من القصور الذاتي.
يتم حساب لحظة القصور الذاتي لجسم مستمر يدور حول محور محدد بنفس الطريقة، باستثناء عدد لا نهائي من الجسيمات النقطية. وهكذا يتم إزالة حدود الجمع، ويتم كتابة المجموع على النحو التالي:
{\displaystyle I_{P}=\sum _{i}m_{i}r_{i}^{2}}
تعبير آخر محل الجمع مع يتجزأ،
{\displaystyle I_{P}=\iiint \limits _{Q}\rho \left(x,y,z\right)\left\|\mathbf {r} \right\|^{2}\mathrm {d} V}
هنا، الوظيفة {\displaystyle \rho } يعطي كثافة الكتلة في كل نقطة {\displaystyle (x,y,z)}، {\displaystyle \mathbf {r} } هو متجه عمودي على محور الدوران ويمتد من نقطة على محور الدوران إلى نقطة {\displaystyle (x,y,z)} في الصلب، ويتم تقييم التكامل على مستوى الحجم {\displaystyle V} من الجسم {\displaystyle Q}. تتشابه لحظة القصور الذاتي لسطح مستو مع كثافة الكتلة التي يتم استبدالها بكثافة الكتلة المساحية مع تقييم التكامل على مساحتها.
ملاحظة في اللحظة الثانية من المنطقة : غالبًا ما يتم الخلط بين لحظة القصور الذاتي لجسم يتحرك في مستو واللحظة الثانية لمنطقة المقطع العرضي للحزمة. لحظة القصور الذاتي للجسم مع شكل المقطع العرضي هي اللحظة الثانية من هذه المنطقة حول {\displaystyle z} - المحور العمودي على المقطع العرضي مرجحًا بكثافته. وهذا ما يسمى أيضًا باللحظة القطبية للمنطقة، وهو مجموع اللحظات الثانية حول {\displaystyle x} - و {\displaystyle y} - المحاور. يتم حساب الضغوط في الحزمة باستخدام اللحظة الثانية من منطقة المقطع العرضي حول أي منهما {\displaystyle x} -محور أو {\displaystyle y} - المحور حسب الحمولة.

#### أمثلة

تبدأ لحظة القصور الذاتي للبندول المركب من قرص رفيع مركب في نهاية قضيب رفيع يتأرجح حول محور في الطرف الآخر من القضيب، ويبدأ بحساب لحظة القصور الذاتي للقضيب الرفيع والقرص الرفيع حول مراكز الكتلة الخاصة بهم.
توفر قائمة لحظات معادلات القصور الذاتي لأشكال الجسم القياسية طريقة للحصول على لحظة القصور الذاتي للجسم المعقد كتجميع لأجسام ذات أشكال أبسط. تُستخدم نظرية المحور المتوازي لتحويل النقطة المرجعية للأجسام الفردية إلى النقطة المرجعية للتجميع.

كمثال آخر، ضع في اعتبارك لحظة القصور الذاتي للكرة الصلبة ذات الكثافة الثابتة حول محور من خلال مركز كتلته. يتم تحديد ذلك من خلال جمع لحظات القصور الذاتي للأقراص الرقيقة التي تشكل الكرة. إذا تم تعريف سطح الكرة بالمعادلة  :1301
{\displaystyle x^{2}+y^{2}+z^{2}=R^{2},}
ثم مربع نصف القطر {\displaystyle r} من القرص في المقطع العرضي {\displaystyle z} على طول {\displaystyle z} -المحور هو
{\displaystyle r(z)^{2}=x^{2}+y^{2}=R^{2}-z^{2}.}
لذلك، فإن لحظة القصور الذاتي للكرة هي مجموع لحظات القصور الذاتي للأقراص على طول {\displaystyle z} -محور،
{\displaystyle {\begin{aligned}I_{C,{\text{ball}}}&=\int _{-R}^{R}{\frac {\pi \rho }{2}}r(z)^{4}\,\mathrm {d} z=\int _{-R}^{R}{\frac {\pi \rho }{2}}\left(R^{2}-z^{2}\right)^{2}\,\mathrm {d} z\\&=\left.{\frac {\pi \rho }{2}}\left(R^{4}z-{\frac {2}{3}}R^{2}z^{3}+{\frac {1}{5}}z^{5}\right)\right|_{-R}^{R}\\&=\pi \rho \left(1-{\frac {2}{3}}+{\frac {1}{5}}\right)R^{5}\\&={\frac {2}{5}}mR^{2},\end{aligned}}}
أين {\displaystyle m={\frac {4}{3}}\pi R^{3}\rho } هي كتلة الكرة.

### جسم متماسك

تتدحرج الأسطوانات ذات العزم العالي من القصور الذاتي على منحدر مع تسارع أصغر، حيث يلزم تحويل المزيد من طاقتها الكامنة إلى طاقة حركية دورانية.

إذا كان النظام الميكانيكي مقيدًا بالتحرك بالتوازي مع مستوى ثابت، فإن دوران الجسم في النظام يحدث حول محور {\displaystyle \mathbf {\hat {k}} } عمودي على هذا المستوى. في هذه الحالة، فإن لحظة القصور الذاتي للكتلة في هذا النظام هي رقم قياسي يُعرف بالعزم القطبي للقصور الذاتي. يمكن الحصول على تعريف العزم القطبي للقصور الذاتي من خلال النظر في الزخم والطاقة الحركية وقوانين نيوتن للحركة المستوية لنظام جامد من الجسيمات.
إذا كان نظام {\displaystyle n} حبيبات، {\displaystyle P_{i},i=1,...,n}، يتم تجميعها في جسم صلب، ثم يمكن كتابة زخم النظام من حيث المواضع بالنسبة إلى نقطة مرجعية {\displaystyle \mathbf {R} }، والسرعات المطلقة {\displaystyle \mathbf {v} _{i}} :
{\displaystyle {\begin{aligned}\Delta \mathbf {r} _{i}&=\mathbf {r} _{i}-\mathbf {R} ,\\\mathbf {v} _{i}&={\boldsymbol {\omega }}\times \left(\mathbf {r} _{i}-\mathbf {R} \right)+\mathbf {V} ={\boldsymbol {\omega }}\times \Delta \mathbf {r} _{i}+\mathbf {V} ,\end{aligned}}}
أين {\displaystyle {\boldsymbol {\omega }}} هي السرعة الزاوية للنظام و {\displaystyle \mathbf {V} } هي سرعة {\displaystyle \mathbf {R} }.
بالنسبة للحركة المستوية، يتم توجيه متجه السرعة الزاوية على طول متجه الوحدة {\displaystyle \mathbf {k} } وهو عمودي على مستوى الحركة. قدم نواقل الوحدة {\displaystyle \mathbf {e} _{i}} من النقطة المرجعية {\displaystyle \mathbf {R} } لنقطة {\displaystyle \mathbf {r} _{i}}، وناقل الوحدة {\displaystyle \mathbf {\hat {t}} _{i}=\mathbf {\hat {k}} \times \mathbf {\hat {e}} _{i}}، وبالتالي
{\displaystyle {\begin{aligned}\mathbf {\hat {e}} _{i}&={\frac {\Delta \mathbf {r} _{i}}{\Delta r_{i}}},\quad \mathbf {\hat {k}} ={\frac {\boldsymbol {\omega }}{\omega }},\quad \mathbf {\hat {t}} _{i}=\mathbf {\hat {k}} \times \mathbf {\hat {e}} _{i},\\\mathbf {v} _{i}&={\boldsymbol {\omega }}\times \Delta \mathbf {r} _{i}+\mathbf {V} =\omega \mathbf {\hat {k}} \times \Delta r_{i}\mathbf {\hat {e}} _{i}+\mathbf {V} =\omega \,\Delta r_{i}\mathbf {\hat {t}} _{i}+\mathbf {V} \end{aligned}}}
يحدد هذا متجه الموقع النسبي ومتجه السرعة للنظام الصلب للجسيمات المتحركة في المستوى.
ملاحظة حول الضرب العرضي : عندما يتحرك الجسم بشكل موازٍ لمستوى الأرض، فإن مسارات جميع النقاط في الجسم تقع في مستويات موازية لمستوى الأرض هذا. هذا يعني أن أي دوران يخضع له الجسم يجب أن يكون حول محور عمودي على هذا المستوى. غالبًا ما يتم تقديم الحركة المستوية على أنها مسقطة على مستوى الأرض هذا بحيث يظهر محور الدوران كنقطة. في هذه الحالة، تعتبر السرعة الزاوية والتسارع الزاوي للجسم عددًا قياسيًا ويتم تجاهل حقيقة كونهما متجهين على طول محور الدوران. هذا هو المفضل عادة لمقدمات الموضوع. ولكن في حالة القصور الذاتي، فإن الجمع بين الكتلة والهندسة يستفيد من الخصائص الهندسية للمنتج المتقاطع. لهذا السبب، في هذا القسم الخاص بالحركة المستوية، تكون السرعة الزاوية والتسارع للجسم نواقل متعامدة على مستوى الأرض، وعمليات الضرب العرضية هي نفسها المستخدمة في دراسة حركة الجسم الصلبة المكانية.

#### الزخم الزاوي
يتم إعطاء متجه الزخم الزاوي للحركة المستوية لنظام صلب من الجسيمات بواسطة 
{\displaystyle {\begin{aligned}\mathbf {L} &=\sum _{i=1}^{n}m_{i}\Delta \mathbf {r} _{i}\times \mathbf {v} _{i}\\&=\sum _{i=1}^{n}m_{i}\,\Delta r_{i}\mathbf {\hat {e}} _{i}\times \left(\omega \,\Delta r_{i}\mathbf {\hat {t}} _{i}+\mathbf {V} \right)\\&=\left(\sum _{i=1}^{n}m_{i}\,\Delta r_{i}^{2}\right)\omega \mathbf {\hat {k}} +\left(\sum _{i=1}^{n}m_{i}\,\Delta r_{i}\mathbf {\hat {e}} _{i}\right)\times \mathbf {V} .\end{aligned}}}
استخدم مركز الكتلة {\displaystyle \mathbf {C} } كنقطة مرجعية لذلك
{\displaystyle {\begin{aligned}\Delta r_{i}\mathbf {\hat {e}} _{i}&=\mathbf {r} _{i}-\mathbf {C} ,\\\sum _{i=1}^{n}m_{i}\,\Delta r_{i}\mathbf {\hat {e}} _{i}&=0,\end{aligned}}}
وتحديد لحظة القصور الذاتي بالنسبة لمركز الكتلة {\displaystyle I_{\mathbf {C} }} مثل
{\displaystyle I_{\mathbf {C} }=\sum _{i}m_{i}\,\Delta r_{i}^{2},}
ثم تبسط معادلة الزخم الزاوي إلى  :1028
{\displaystyle \mathbf {L} =I_{\mathbf {C} }\omega \mathbf {\hat {k}} .}
لحظة الجمود {\displaystyle I_{\mathbf {C} }} حول محور عمودي على حركة النظام الصلب وعبر مركز الكتلة يُعرف بالعزم القطبي للقصور الذاتي. على وجه التحديد، إنها اللحظة الثانية للكتلة فيما يتعلق بالمسافة المتعامدة من المحور (أو القطب).
بالنسبة لمقدار معين من الزخم الزاوي، يؤدي الانخفاض في لحظة القصور الذاتي إلى زيادة السرعة الزاوية. يمكن للمتزلجين على الجليد تغيير لحظة القصور الذاتي عن طريق سحب أذرعهم. وبالتالي، فإن السرعة الزاوية التي يحققها المتزلج بأذرع ممدودة ينتج عنه سرعة زاوية أكبر عند سحب الذراعين للداخل، بسبب انخفاض لحظة القصور الذاتي. المتزلج على الجليد ليس، مع ذلك، جسمًا صلبًا.

#### الطاقة الحركية

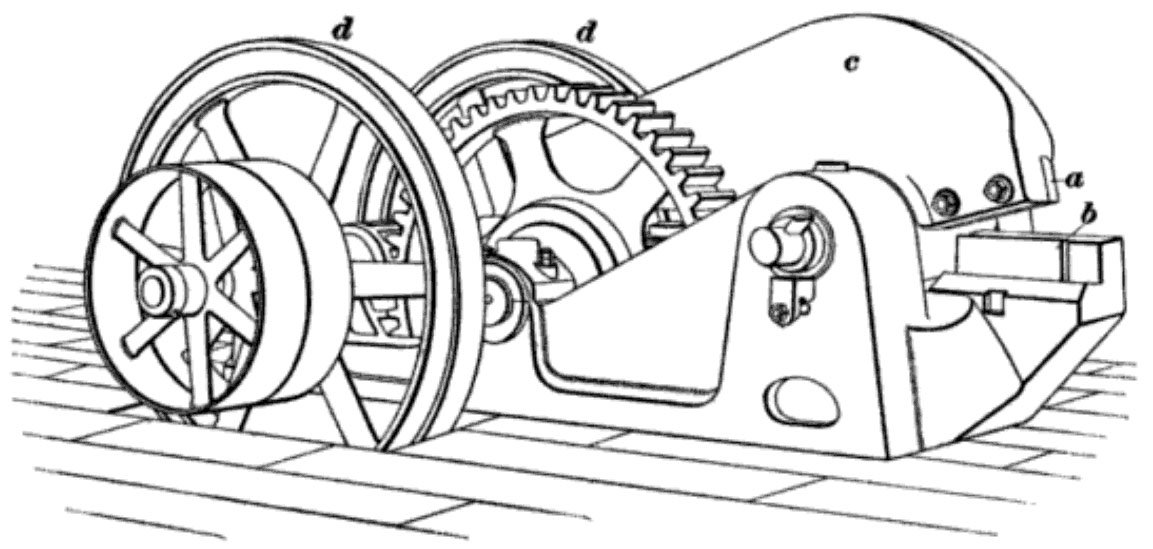
تستخدم آلة القص الدوارة هذه عام 1906 لحظة القصور الذاتي لحذافتين لتخزين الطاقة الحركية التي تستخدم عند إطلاقها لقطع مخزون المعادن (المكتبة الدولية للتكنولوجيا، 1906).

تعطى الطاقة الحركية لنظام جامد من الجسيمات المتحركة في المستوى من خلال 
{\displaystyle {\begin{aligned}E_{\text{K}}&={\frac {1}{2}}\sum _{i=1}^{n}m_{i}\mathbf {v} _{i}\cdot \mathbf {v} _{i},\\&={\frac {1}{2}}\sum _{i=1}^{n}m_{i}\left(\omega \,\Delta r_{i}\mathbf {\hat {t}} _{i}+\mathbf {V} \right)\cdot \left(\omega \,\Delta r_{i}\mathbf {\hat {t}} _{i}+\mathbf {V} \right),\\&={\frac {1}{2}}\omega ^{2}\left(\sum _{i=1}^{n}m_{i}\,\Delta r_{i}^{2}\mathbf {\hat {t}} _{i}\cdot \mathbf {\hat {t}} _{i}\right)+\omega \mathbf {V} \cdot \left(\sum _{i=1}^{n}m_{i}\,\Delta r_{i}\mathbf {\hat {t}} _{i}\right)+{\frac {1}{2}}\left(\sum _{i=1}^{n}m_{i}\right)\mathbf {V} \cdot \mathbf {V} .\end{aligned}}}
دع النقطة المرجعية تكون مركز الكتلة {\displaystyle \mathbf {C} } من النظام بحيث يصبح المصطلح الثاني صفراً، ويدخل لحظة القصور الذاتي {\displaystyle I_{\mathbf {C} }} لذلك فإن الطاقة الحركية تعطى بواسطة  :1084
{\displaystyle E_{\text{K}}={\frac {1}{2}}I_{\mathbf {C} }\omega ^{2}+{\frac {1}{2}}M\mathbf {V} \cdot \mathbf {V} .}
لحظة الجمود {\displaystyle I_{\mathbf {C} }} هي اللحظة القطبية لقصور الجسم.

#### قوانين نيوتن

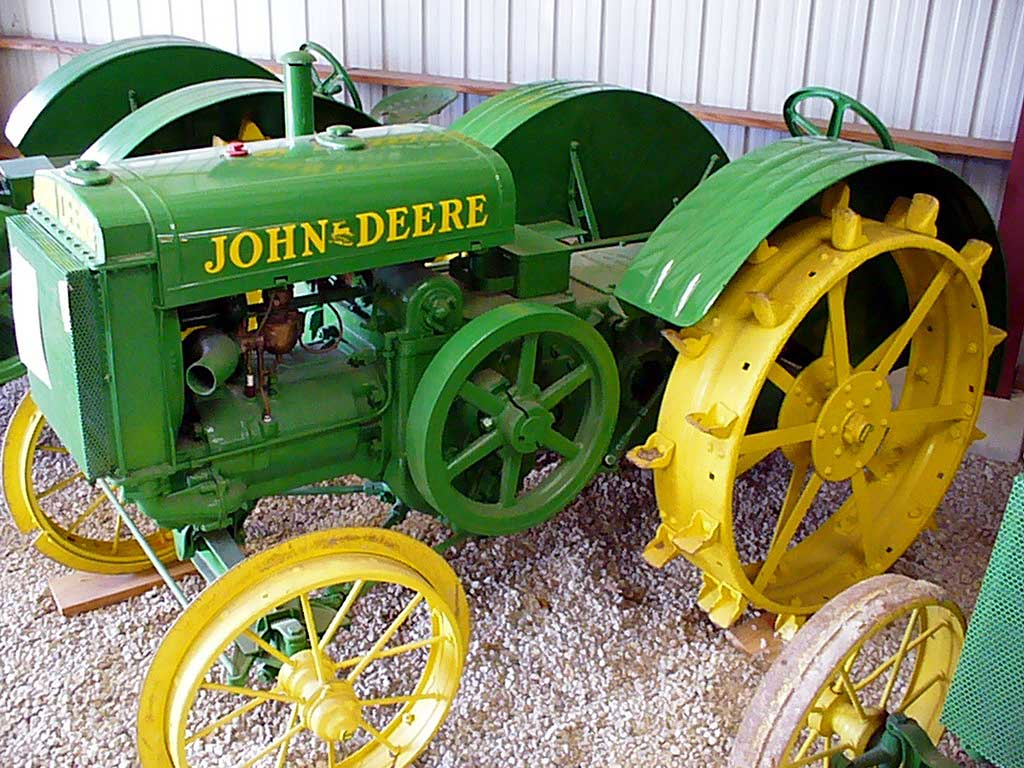
جرار John Deere من عشرينيات القرن الماضي مع دولاب الموازنة على المحرك. تسهل اللحظة الكبيرة من القصور الذاتي في دولاب الموازنة تشغيل الجرار.

قوانين نيوتن لنظام صارم لـ {\displaystyle n} حبيبات، {\displaystyle P_{i},i=1,...,n}، يمكن كتابتها من حيث القوة المحصلة وعزم الدوران عند نقطة مرجعية {\displaystyle \mathbf {R} }، للحصول على 
{\displaystyle {\begin{aligned}\mathbf {F} &=\sum _{i=1}^{n}m_{i}\mathbf {A} _{i},\\{\boldsymbol {\tau }}&=\sum _{i=1}^{n}\Delta \mathbf {r} _{i}\times m_{i}\mathbf {A} _{i},\end{aligned}}}
أين {\displaystyle \mathbf {r} _{i}} يشير إلى مسار كل جسيم.
و الكينماتيكا هيئة جامدة ينتج صيغة لتسريع الجسيمات {\displaystyle P_{i}} من حيث الموقف {\displaystyle \mathbf {R} } والتسارع {\displaystyle \mathbf {A} } للجسيم المرجعي وكذلك متجه السرعة الزاوية {\displaystyle {\boldsymbol {\omega }}} ومتجه التسارع الزاوي {\displaystyle {\boldsymbol {\alpha }}} للنظام الجامد للجسيمات مثل،
{\displaystyle \mathbf {A} _{i}={\boldsymbol {\alpha }}\times \Delta \mathbf {r} _{i}+{\boldsymbol {\omega }}\times {\boldsymbol {\omega }}\times \Delta \mathbf {r} _{i}+\mathbf {A} .}
بالنسبة للأنظمة المقيدة بالحركة المستوية، يتم توجيه السرعة الزاوية ومتجهات التسارع الزاوي على طول {\displaystyle \mathbf {\hat {k}} } عمودي على مستوى الحركة، مما يبسط معادلة التسارع هذه. في هذه الحالة، يمكن تبسيط متجهات التسارع بإدخال متجهات الوحدة {\displaystyle \mathbf {\hat {e}} _{i}} من النقطة المرجعية {\displaystyle \mathbf {R} } لنقطة {\displaystyle \mathbf {r} _{i}} ونواقل الوحدة {\displaystyle \mathbf {\hat {t}} _{i}=\mathbf {\hat {k}} \times \mathbf {\hat {e}} _{i}}، وبالتالي
{\displaystyle {\begin{aligned}\mathbf {A} _{i}&=\alpha \mathbf {\hat {k}} \times \Delta r_{i}\mathbf {\hat {e}} _{i}-\omega \mathbf {\hat {k}} \times \omega \mathbf {\hat {k}} \times \Delta r_{i}\mathbf {\hat {e}} _{i}+\mathbf {A} \\&=\alpha \Delta r_{i}\mathbf {\hat {t}} _{i}-\omega ^{2}\Delta r_{i}\mathbf {\hat {e}} _{i}+\mathbf {A} .\end{aligned}}}
ينتج عن هذا عزم الدوران الناتج على النظام كـ
{\displaystyle {\begin{aligned}{\boldsymbol {\tau }}&=\sum _{i=1}^{n}m_{i}\,\Delta r_{i}\mathbf {\hat {e}} _{i}\times \left(\alpha \Delta r_{i}\mathbf {\hat {t}} _{i}-\omega ^{2}\Delta r_{i}\mathbf {\hat {e}} _{i}+\mathbf {A} \right)\\&=\left(\sum _{i=1}^{n}m_{i}\,\Delta r_{i}^{2}\right)\alpha \mathbf {\hat {k}} +\left(\sum _{i=1}^{n}m_{i}\,\Delta r_{i}\mathbf {\hat {e}} _{i}\right)\times \mathbf {A} ,\end{aligned}}}
أين {\displaystyle \mathbf {\hat {e}} _{i}\times \mathbf {\hat {e}} _{i}=\mathbf {0} } وو {\displaystyle \mathbf {\hat {e}} _{i}\times \mathbf {\hat {t}} _{i}=\mathbf {\hat {k}} } هل متجه الوحدة عمودي على المستوى لجميع الجسيمات {\displaystyle P_{i}}.
استخدم مركز الكتلة {\displaystyle \mathbf {C} } كنقطة مرجعية وتحديد لحظة القصور الذاتي بالنسبة لمركز الكتلة {\displaystyle I_{\mathbf {C} }}، ثم تبسط معادلة العزم الناتج إلى  :1029
استخدم مركز الكتلة {\displaystyle \mathbf {C} } كنقطة مرجعية وتحديد لحظة القصور الذاتي بالنسبة لمركز الكتلة {\displaystyle I_{\mathbf {C} }}، ثم تبسط معادلة العزم الناتج إلى  :1029
{\displaystyle {\boldsymbol {\tau }}=I_{\mathbf {C} }\alpha \mathbf {\hat {k}} .}

## الحركة في الفضاء لجسم صلب، ومصفوفة القصور الذاتي
تظهر اللحظات القياسية من القصور الذاتي كعناصر في مصفوفة عندما يتم تجميع نظام من الجسيمات في جسم صلب يتحرك في فضاء ثلاثي الأبعاد. تظهر مصفوفة القصور الذاتي هذه في حساب الزخم الزاوي والطاقة الحركية وعزم الدوران الناتج للنظام الصلب للجسيمات.
دع نظام {\displaystyle n} حبيبات، {\displaystyle P_{i},i=1,...,n} أن يكون موجودا في الإحداثيات {\displaystyle \mathbf {r} _{i}} مع السرعات {\displaystyle \mathbf {v} _{i}} نسبة إلى إطار مرجعي ثابت. لنقطة مرجعية (ربما تتحرك) {\displaystyle \mathbf {R} }، المناصب النسبية
{\displaystyle \Delta \mathbf {r} _{i}=\mathbf {r} _{i}-\mathbf {R} }
والسرعات (المطلقة) هي
{\displaystyle \mathbf {v} _{i}={\boldsymbol {\omega }}\times \Delta \mathbf {r} _{i}+\mathbf {V} _{\mathbf {R} }}
أين {\displaystyle {\boldsymbol {\omega }}} هي السرعة الزاوية للنظام، و {\displaystyle \mathbf {V_{R}} } هي سرعة {\displaystyle \mathbf {R} }.

### الزخم الزاوي
لاحظ أنه يمكن كتابة حاصل الضرب التبادلي بشكل مكافئ كضرب مصفوفة من خلال دمج المعامل الأول والعامل في مصفوفة انحراف متماثل، {\displaystyle \left[\mathbf {b} \right]}، شيدت من مكونات {\displaystyle \mathbf {b} =(b_{x},b_{y},b_{z})} :
{\displaystyle {\begin{aligned}\mathbf {b} \times \mathbf {y} &\equiv \left[\mathbf {b} \right]\mathbf {y} \\\left[\mathbf {b} \right]&\equiv {\begin{bmatrix}0&-b_{z}&b_{y}\\b_{z}&0&-b_{x}\\-b_{y}&b_{x}&0\end{bmatrix}}.\end{aligned}}}
يتم إنشاء مصفوفة القصور الذاتي من خلال النظر في الزخم الزاوي، مع النقطة المرجعية {\displaystyle \mathbf {R} } من الجسم المختار ليكون مركز الكتلة {\displaystyle \mathbf {C} } :
{\displaystyle {\begin{aligned}\mathbf {L} &=\sum _{i=1}^{n}m_{i}\,\Delta \mathbf {r} _{i}\times \mathbf {v} _{i}\\&=\sum _{i=1}^{n}m_{i}\,\Delta \mathbf {r} _{i}\times \left({\boldsymbol {\omega }}\times \Delta \mathbf {r} _{i}+\mathbf {V} _{\mathbf {R} }\right)\\&=\left(-\sum _{i=1}^{n}m_{i}\,\Delta \mathbf {r} _{i}\times \left(\Delta \mathbf {r} _{i}\times {\boldsymbol {\omega }}\right)\right)+\left(\sum _{i=1}^{n}m_{i}\,\Delta \mathbf {r} _{i}\times \mathbf {V} _{\mathbf {R} }\right),\end{aligned}}}
حيث تحتوي على الشروط {\displaystyle \mathbf {V_{R}} } ({\displaystyle =\mathbf {C} }) مجموعها إلى صفر من خلال تعريف مركز الكتلة.
ثم، مصفوفة الانحراف المتماثل {\displaystyle [\Delta \mathbf {r} _{i}]} تم الحصول عليها من متجه الموقع النسبي {\displaystyle \Delta \mathbf {r} _{i}=\mathbf {r} _{i}-\mathbf {C} }، يمكن استخدامها لتحديد،
{\displaystyle \mathbf {L} =\left(-\sum _{i=1}^{n}m_{i}\left[\Delta \mathbf {r} _{i}\right]^{2}\right){\boldsymbol {\omega }}=\mathbf {I} _{\mathbf {C} }{\boldsymbol {\omega }},}
أين {\displaystyle \mathbf {I_{C}} } المعرفة من قبل
{\displaystyle \mathbf {I} _{\mathbf {C} }=-\sum _{i=1}^{n}m_{i}\left[\Delta \mathbf {r} _{i}\right]^{2},}
هي مصفوفة القصور الذاتي المتماثل للنظام الصلب للجسيمات المقاسة بالنسبة لمركز الكتلة {\displaystyle \mathbf {C} }.

### الطاقة الحركية
يمكن صياغة الطاقة الحركية لنظام صلب من الجسيمات من حيث مركز الكتلة ومصفوفة من لحظات الكتلة من القصور الذاتي للنظام. دع نظام {\displaystyle n} حبيبات {\displaystyle P_{i},i=1,...,n} أن يكون موجودا في الإحداثيات {\displaystyle \mathbf {r} _{i}} مع السرعات {\displaystyle \mathbf {v} _{i}}، فإن الطاقة الحركية هي 
{\displaystyle E_{\text{K}}={\frac {1}{2}}\sum _{i=1}^{n}m_{i}\mathbf {v} _{i}\cdot \mathbf {v} _{i}={\frac {1}{2}}\sum _{i=1}^{n}m_{i}\left({\boldsymbol {\omega }}\times \Delta \mathbf {r} _{i}+\mathbf {V} _{\mathbf {C} }\right)\cdot \left({\boldsymbol {\omega }}\times \Delta \mathbf {r} _{i}+\mathbf {V} _{\mathbf {C} }\right),}
أين {\displaystyle \Delta \mathbf {r} _{i}=\mathbf {r} _{i}-\mathbf {C} } هو متجه موضع الجسيم بالنسبة إلى مركز الكتلة.
تتسع هذه المعادلة لتنتج ثلاثة شروط
{\displaystyle E_{\text{K}}={\frac {1}{2}}\left(\sum _{i=1}^{n}m_{i}\left({\boldsymbol {\omega }}\times \Delta \mathbf {r} _{i}\right)\cdot \left({\boldsymbol {\omega }}\times \Delta \mathbf {r} _{i}\right)\right)+\left(\sum _{i=1}^{n}m_{i}\mathbf {V} _{\mathbf {C} }\cdot \left({\boldsymbol {\omega }}\times \Delta \mathbf {r} _{i}\right)\right)+{\frac {1}{2}}\left(\sum _{i=1}^{n}m_{i}\mathbf {V} _{\mathbf {C} }\cdot \mathbf {V} _{\mathbf {C} }\right).} المصطلح الثاني في هذه المعادلة هو صفر لأن {\displaystyle \mathbf {C} } هي مركز الكتلة. قدم مصفوفة الانحراف المتماثل {\displaystyle [\Delta \mathbf {r} _{i}]} لذلك تصبح الطاقة الحركية
{\displaystyle {\begin{aligned}E_{\text{K}}&={\frac {1}{2}}\left(\sum _{i=1}^{n}m_{i}\left(\left[\Delta \mathbf {r} _{i}\right]{\boldsymbol {\omega }}\right)\cdot \left(\left[\Delta \mathbf {r} _{i}\right]{\boldsymbol {\omega }}\right)\right)+{\frac {1}{2}}\left(\sum _{i=1}^{n}m_{i}\right)\mathbf {V} _{\mathbf {C} }\cdot \mathbf {V} _{\mathbf {C} }\\&={\frac {1}{2}}\left(\sum _{i=1}^{n}m_{i}\left({\boldsymbol {\omega }}^{\mathsf {T}}\left[\Delta \mathbf {r} _{i}\right]^{\mathsf {T}}\left[\Delta \mathbf {r} _{i}\right]{\boldsymbol {\omega }}\right)\right)+{\frac {1}{2}}\left(\sum _{i=1}^{n}m_{i}\right)\mathbf {V} _{\mathbf {C} }\cdot \mathbf {V} _{\mathbf {C} }\\&={\frac {1}{2}}{\boldsymbol {\omega }}\cdot \left(-\sum _{i=1}^{n}m_{i}\left[\Delta \mathbf {r} _{i}\right]^{2}\right){\boldsymbol {\omega }}+{\frac {1}{2}}\left(\sum _{i=1}^{n}m_{i}\right)\mathbf {V} _{\mathbf {C} }\cdot \mathbf {V} _{\mathbf {C} }.\end{aligned}}}
وبالتالي، يتم إعطاء الطاقة الحركية للنظام الصلب للجسيمات بواسطة
{\displaystyle E_{\text{K}}={\frac {1}{2}}{\boldsymbol {\omega }}\cdot \mathbf {I} _{\mathbf {C} }{\boldsymbol {\omega }}+{\frac {1}{2}}M\mathbf {V} _{\mathbf {C} }^{2}.} أين {\displaystyle \mathbf {I_{C}} } هي مصفوفة القصور الذاتي بالنسبة إلى مركز الكتلة و {\displaystyle M} هي الكتلة الكلية.

### العزم الناتج
تظهر مصفوفة القصور الذاتي في تطبيق قانون نيوتن الثاني على تجميع صارم للجسيمات. عزم الدوران الناتج على هذا النظام هو، 
{\displaystyle {\boldsymbol {\tau }}=\sum _{i=1}^{n}\left(\mathbf {r_{i}} -\mathbf {R} \right)\times m_{i}\mathbf {a} _{i},}
أين {\displaystyle \mathbf {a} _{i}} هو تسارع الجسيم {\displaystyle P_{i}}. والكينماتيكا هيئة جامدة ينتج صيغة لتسريع الجسيمات {\displaystyle P_{i}} من حيث الموقف {\displaystyle \mathbf {R} } والتسارع {\displaystyle \mathbf {A} _{\mathbf {R} }} من النقطة المرجعية، وكذلك متجه السرعة الزاوية {\displaystyle {\boldsymbol {\omega }}} ومتجه التسارع الزاوي {\displaystyle {\boldsymbol {\alpha }}} للنظام الجامد مثل،
{\displaystyle \mathbf {a} _{i}={\boldsymbol {\alpha }}\times \left(\mathbf {r} _{i}-\mathbf {R} \right)+{\boldsymbol {\omega }}\times \left({\boldsymbol {\omega }}\times \left(\mathbf {r} _{i}-\mathbf {R} \right)\right)+\mathbf {A} _{\mathbf {R} }.}
استخدم مركز الكتلة {\displaystyle \mathbf {C} } كنقطة مرجعية، وتقديم مصفوفة الانحراف المتماثل {\displaystyle \left[\Delta \mathbf {r} _{i}\right]=\left[\mathbf {r} _{i}-\mathbf {C} \right]} لتمثيل الضرب التبادلي {\displaystyle (\mathbf {r} _{i}-\mathbf {C} )\times }، ليحصل
{\displaystyle {\boldsymbol {\tau }}=\left(-\sum _{i=1}^{n}m_{i}\left[\Delta \mathbf {r} _{i}\right]^{2}\right){\boldsymbol {\alpha }}+{\boldsymbol {\omega }}\times \left(-\sum _{i=1}^{n}m_{i}\left[\Delta \mathbf {r} _{i}\right]^{2}\right){\boldsymbol {\omega }}}
يستخدم الحساب الهوية
{\displaystyle \Delta \mathbf {r} _{i}\times \left({\boldsymbol {\omega }}\times \left({\boldsymbol {\omega }}\times \Delta \mathbf {r} _{i}\right)\right)+{\boldsymbol {\omega }}\times \left(\left({\boldsymbol {\omega }}\times \Delta \mathbf {r} _{i}\right)\times \Delta \mathbf {r} _{i}\right)=0,}
تم الحصول عليها من هوية Jacobi للمنتج الثلاثي كما هو موضح في الدليل أدناه:
وبالتالي، يتم إعطاء عزم الدوران الناتج على النظام الصلب للجسيمات بواسطة
{\displaystyle {\boldsymbol {\tau }}=\mathbf {I} _{\mathbf {C} }{\boldsymbol {\alpha }}+{\boldsymbol {\omega }}\times \mathbf {I} _{\mathbf {C} }{\boldsymbol {\omega }},}
أين {\displaystyle \mathbf {I_{C}} } هي مصفوفة القصور الذاتي بالنسبة إلى مركز الكتلة.

### نظرية المحور المتوازي
تعتمد مصفوفة القصور الذاتي للجسم على اختيار النقطة المرجعية. هناك علاقة مفيدة بين مصفوفة القصور الذاتي بالنسبة لمركز الكتلة {\displaystyle \mathbf {C} } ومصفوفة القصور الذاتي بالنسبة لنقطة أخرى {\displaystyle \mathbf {R} }. هذه العلاقة تسمى نظرية المحور المتوازي.
ضع في اعتبارك مصفوفة القصور الذاتي {\displaystyle \mathbf {I_{R}} } تم الحصول عليها لنظام صارم من الجسيمات المقاسة بالنسبة لنقطة مرجعية {\displaystyle \mathbf {R} }، معطى بواسطة
{\displaystyle \mathbf {I} _{\mathbf {R} }=-\sum _{i=1}^{n}m_{i}\left[\mathbf {r} _{i}-\mathbf {R} \right]^{2}.}
دع {\displaystyle \mathbf {C} } كن مركز كتلة النظام الجامد، إذن
{\displaystyle \mathbf {R} =(\mathbf {R} -\mathbf {C} )+\mathbf {C} =\mathbf {d} +\mathbf {C} ,}
أين {\displaystyle \mathbf {d} } هو المتجه من مركز الكتلة {\displaystyle \mathbf {C} } إلى النقطة المرجعية {\displaystyle \mathbf {R} }. استخدم هذه المعادلة لحساب مصفوفة القصور الذاتي،
{\displaystyle \mathbf {I} _{\mathbf {R} }=-\sum _{i=1}^{n}m_{i}[\mathbf {r} _{i}-\left(\mathbf {C} +\mathbf {d} \right)]^{2}=-\sum _{i=1}^{n}m_{i}[\left(\mathbf {r} _{i}-\mathbf {C} \right)-\mathbf {d} ]^{2}.}
{\displaystyle \mathbf {I} _{\mathbf {R} }=-\left(\sum _{i=1}^{n}m_{i}[\mathbf {r} _{i}-\mathbf {C} ]^{2}\right)+\left(\sum _{i=1}^{n}m_{i}[\mathbf {r} _{i}-\mathbf {C} ]\right)[\mathbf {d} ]+[\mathbf {d} ]\left(\sum _{i=1}^{n}m_{i}[\mathbf {r} _{i}-\mathbf {C} ]\right)-\left(\sum _{i=1}^{n}m_{i}\right)[\mathbf {d} ]^{2}.}
المصطلح الأول هو مصفوفة القصور الذاتي {\displaystyle \mathbf {I_{C}} } نسبة إلى مركز الكتلة. الحدان الثاني والثالث هما صفر بحسب تعريف مركز الكتلة {\displaystyle \mathbf {C} }. والحد الأخير هو الكتلة الكلية للنظام مضروبة في مربع المصفوفة المائلة المتماثلة {\displaystyle [\mathbf {d} ]} شيدت من {\displaystyle \mathbf {d} }.
النتيجة هي نظرية المحور المتوازي،
{\displaystyle \mathbf {I} _{\mathbf {R} }=\mathbf {I} _{\mathbf {C} }-M[\mathbf {d} ]^{2},}
أين {\displaystyle \mathbf {d} } هو المتجه من مركز الكتلة {\displaystyle \mathbf {C} } إلى النقطة المرجعية {\displaystyle \mathbf {R} }.
ملاحظة على علامة الطرح : باستخدام مصفوفة الانحراف المتماثل لمتجهات الموضع بالنسبة إلى النقطة المرجعية، يكون لمصفوفة القصور الذاتي لكل جسيم الشكل {\displaystyle -m\left[\mathbf {r} \right]^{2}}، وهو مشابه لـ {\displaystyle mr^{2}} التي تظهر في حركة مستوية. ومع ذلك، لجعل هذا العمل بشكل صحيح هناك حاجة إلى علامة ناقص. يمكن استيعاب علامة الطرح هذه في المصطلح {\displaystyle m\left[\mathbf {r} \right]^{\mathsf {T}}\left[\mathbf {r} \right]}، إذا رغبت في ذلك، باستخدام خاصية الانحراف التماثل {\displaystyle [\mathbf {r} ]}.

### لحظة عددي من القصور الذاتي في الطائرة
اللحظة العددية من الجمود {\displaystyle I_{L}}، لجسم حول محور محدد يتم تحديد اتجاهه بواسطة متجه الوحدة {\displaystyle \mathbf {\hat {k}} } ويمر عبر الجسد عند نقطة {\displaystyle \mathbf {R} } على النحو التالي:
{\displaystyle I_{L}=\mathbf {\hat {k}} \cdot \left(-\sum _{i=1}^{N}m_{i}\left[\Delta \mathbf {r} _{i}\right]^{2}\right)\mathbf {\hat {k}} =\mathbf {\hat {k}} \cdot \mathbf {I} _{\mathbf {R} }\mathbf {\hat {k}} =\mathbf {\hat {k}} ^{\mathsf {T}}\mathbf {I} _{\mathbf {R} }\mathbf {\hat {k}} ,}
أين {\displaystyle \mathbf {I_{R}} } هي لحظة مصفوفة القصور الذاتي للنظام بالنسبة للنقطة المرجعية {\displaystyle \mathbf {R} } وو {\displaystyle [\Delta \mathbf {r} _{i}]} هي مصفوفة منحرفة متناظرة تم الحصول عليها من المتجه {\displaystyle \Delta \mathbf {r} _{i}=\mathbf {r} _{i}-\mathbf {R} }.
هذا مشتق على النحو التالي. دع تجميعًا صارمًا لـ {\displaystyle n} حبيبات، {\displaystyle P_{i},i=1,...,n}، لها إحداثيات {\displaystyle \mathbf {r} _{i}}. أختر {\displaystyle \mathbf {R} } كنقطة مرجعية وحساب لحظة القصور الذاتي حول الخط L المحدد بواسطة متجه الوحدة {\displaystyle \mathbf {\hat {k}} } من خلال النقطة المرجعية {\displaystyle \mathbf {R} }، {\displaystyle \mathbf {L} (t)=\mathbf {R} +t\mathbf {\hat {k}} }. المتجه العمودي من هذا الخط إلى الجسيم {\displaystyle P_{i}} تم الحصول عليها من {\displaystyle \Delta \mathbf {r} _{i}} عن طريق إزالة المكون الذي المشاريع عليه {\displaystyle \mathbf {\hat {k}} }.
{\displaystyle \Delta \mathbf {r} _{i}^{\perp }=\Delta \mathbf {r} _{i}-\left(\mathbf {\hat {k}} \cdot \Delta \mathbf {r} _{i}\right)\mathbf {\hat {k}} =\left(\mathbf {E} -\mathbf {\hat {k}} \mathbf {\hat {k}} ^{\mathsf {T}}\right)\Delta \mathbf {r} _{i},}
أين {\displaystyle \mathbf {E} } هي مصفوفة الهوية، وذلك لتجنب الالتباس مع مصفوفة القصور الذاتي، و {\displaystyle \mathbf {\hat {k}} \mathbf {\hat {k}} ^{\mathsf {T}}} هي مصفوفة المنتج الخارجية المكونة من متجه الوحدة {\displaystyle \mathbf {\hat {k}} } على طول الخط {\displaystyle L}.
لربط هذه اللحظة العددية من القصور الذاتي بمصفوفة القصور الذاتي للجسم، أدخل مصفوفة الانحراف المتماثل {\displaystyle \left[\mathbf {\hat {k}} \right]} مثل ذلك {\displaystyle \left[\mathbf {\hat {k}} \right]\mathbf {y} =\mathbf {\hat {k}} \times \mathbf {y} }، ثم لدينا الهوية
{\displaystyle -\left[\mathbf {\hat {k}} \right]^{2}\equiv \left|\mathbf {\hat {k}} \right|^{2}\left(\mathbf {E} -\mathbf {\hat {k}} \mathbf {\hat {k}} ^{\mathsf {T}}\right)=\mathbf {E} -\mathbf {\hat {k}} \mathbf {\hat {k}} ^{\mathsf {T}},}
مشيرا إلى ذلك {\displaystyle \mathbf {\hat {k}} } هو متجه وحدة.
مقدار تربيع المتجه العمودي هو
{\displaystyle {\begin{aligned}\left|\Delta \mathbf {r} _{i}^{\perp }\right|^{2}&=\left(-\left[\mathbf {\hat {k}} \right]^{2}\Delta \mathbf {r} _{i}\right)\cdot \left(-\left[\mathbf {\hat {k}} \right]^{2}\Delta \mathbf {r} _{i}\right)\\&=\left(\mathbf {\hat {k}} \times \left(\mathbf {\hat {k}} \times \Delta \mathbf {r} _{i}\right)\right)\cdot \left(\mathbf {\hat {k}} \times \left(\mathbf {\hat {k}} \times \Delta \mathbf {r} _{i}\right)\right)\end{aligned}}}
يستخدم تبسيط هذه المعادلة هوية المنتج ثلاثية الأبعاد
{\displaystyle \left(\mathbf {\hat {k}} \times \left(\mathbf {\hat {k}} \times \Delta \mathbf {r} _{i}\right)\right)\cdot \left(\mathbf {\hat {k}} \times \left(\mathbf {\hat {k}} \times \Delta \mathbf {r} _{i}\right)\right)\equiv \left(\left(\mathbf {\hat {k}} \times \left(\mathbf {\hat {k}} \times \Delta \mathbf {r} _{i}\right)\right)\times \mathbf {\hat {k}} \right)\cdot \left(\mathbf {\hat {k}} \times \Delta \mathbf {r} _{i}\right),}
حيث تم تبادل النقط والنواتج المتقاطعة. تبادل المنتجات وتبسيطها بالإشارة إلى ذلك {\displaystyle \Delta \mathbf {r} _{i}} و {\displaystyle \mathbf {\hat {k}} } متعامدة:
{\displaystyle {\begin{aligned}&\left(\mathbf {\hat {k}} \times \left(\mathbf {\hat {k}} \times \Delta \mathbf {r} _{i}\right)\right)\cdot \left(\mathbf {\hat {k}} \times \left(\mathbf {\hat {k}} \times \Delta \mathbf {r} _{i}\right)\right)\\={}&\left(\left(\mathbf {\hat {k}} \times \left(\mathbf {\hat {k}} \times \Delta \mathbf {r} _{i}\right)\right)\times \mathbf {\hat {k}} \right)\cdot \left(\mathbf {\hat {k}} \times \Delta \mathbf {r} _{i}\right)\\={}&\left(\mathbf {\hat {k}} \times \Delta \mathbf {r} _{i}\right)\cdot \left(-\Delta \mathbf {r} _{i}\times \mathbf {\hat {k}} \right)\\={}&-\mathbf {\hat {k}} \cdot \left(\Delta \mathbf {r} _{i}\times \Delta \mathbf {r} _{i}\times \mathbf {\hat {k}} \right)\\={}&-\mathbf {\hat {k}} \cdot \left[\Delta \mathbf {r} _{i}\right]^{2}\mathbf {\hat {k}} .\end{aligned}}}
وهكذا، لحظة القصور الذاتي حول الخط {\displaystyle L} عبر {\displaystyle \mathbf {R} } في الاتجاه {\displaystyle \mathbf {\hat {k}} } يتم الحصول عليها من الحساب
{\displaystyle {\begin{aligned}I_{L}&=\sum _{i=1}^{N}m_{i}\left|\Delta \mathbf {r} _{i}^{\perp }\right|^{2}\\&=-\sum _{i=1}^{N}m_{i}\mathbf {\hat {k}} \cdot \left[\Delta \mathbf {r} _{i}\right]^{2}\mathbf {\hat {k}} =\mathbf {\hat {k}} \cdot \left(-\sum _{i=1}^{N}m_{i}\left[\Delta \mathbf {r} _{i}\right]^{2}\right)\mathbf {\hat {k}} \\&=\mathbf {\hat {k}} \cdot \mathbf {I} _{\mathbf {R} }\mathbf {\hat {k}} =\mathbf {\hat {k}} ^{\mathsf {T}}\mathbf {I} _{\mathbf {R} }\mathbf {\hat {k}} ,\end{aligned}}}
أين {\displaystyle \mathbf {I_{R}} } هي لحظة مصفوفة القصور الذاتي للنظام بالنسبة للنقطة المرجعية {\displaystyle \mathbf {R} }.
يوضح هذا أنه يمكن استخدام مصفوفة القصور الذاتي لحساب لحظة القصور الذاتي للجسم حول أي محور دوران محدد في الجسم.

## موتر القصور الذاتي
بالنسبة لنفس الكائن، سيكون لمحاور الدوران المختلفة لحظات مختلفة من القصور الذاتي حول تلك المحاور. بشكل عام، لحظات القصور الذاتي ليست متساوية ما لم يكن الكائن متماثلًا حول جميع المحاور. لحظة موتر القصور الذاتي هي طريقة ملائمة لتلخيص كل لحظات القصور الذاتي لجسم ما بكمية واحدة. يمكن حسابه فيما يتعلق بأي نقطة في الفضاء، على الرغم من أن مركز الكتلة هو الأكثر استخدامًا للأغراض العملية.

### تعريف
لجسم جامد من {\displaystyle N} كتل نقطة {\displaystyle m_{k}}، يتم إعطاء لحظة موتر القصور الذاتي بواسطة
{\displaystyle \mathbf {I} ={\begin{bmatrix}I_{11}&I_{12}&I_{13}\\I_{21}&I_{22}&I_{23}\\I_{31}&I_{32}&I_{33}\end{bmatrix}}}.
يتم تعريف مكوناته على أنها
{\displaystyle I_{ij}\ {\stackrel {\mathrm {def} }{=}}\ \sum _{k=1}^{N}m_{k}(\|\mathbf {r} _{k}\|^{2}\delta _{ij}-x_{i}^{(k)}x_{j}^{(k)}\,)}
أين
{\displaystyle i}، {\displaystyle j} يساوي 1 أو 2 أو 3 من أجل {\displaystyle x}، {\displaystyle y} وو {\displaystyle z} على التوالي
{\displaystyle \mathbf {r} _{k}=(x_{1}^{(k)},x_{2}^{(k)},x_{3}^{(k)})} هو متجه إلى نقطة الكتلة {\displaystyle m_{k}} من النقطة التي يُحسب حولها الموتر و
{\displaystyle \delta _{ij}} هي دلتا كرونيكر.
لاحظ أنه، حسب التعريف، {\displaystyle \mathbf {I} } موتر متماثل.
تتم كتابة العناصر القطرية بشكل أكثر إيجازًا كـ
{\displaystyle I_{xx}\ {\stackrel {\mathrm {def} }{=}}\ \sum _{k=1}^{N}m_{k}(y_{k}^{2}+z_{k}^{2}),\,\!}
{\displaystyle I_{yy}\ {\stackrel {\mathrm {def} }{=}}\ \sum _{k=1}^{N}m_{k}(x_{k}^{2}+z_{k}^{2}),\,\!}
{\displaystyle I_{zz}\ {\stackrel {\mathrm {def} }{=}}\ \sum _{k=1}^{N}m_{k}(x_{k}^{2}+y_{k}^{2}),\,\!}
بينما العناصر غير القطرية، والتي تسمى أيضًا نواتج القصور الذاتي، هي
{\displaystyle I_{xy}=I_{yx}\ {\stackrel {\mathrm {def} }{=}}\ -\sum _{k=1}^{N}m_{k}x_{k}y_{k},\,\!}
{\displaystyle I_{xz}=I_{zx}\ {\stackrel {\mathrm {def} }{=}}\ -\sum _{k=1}^{N}m_{k}x_{k}z_{k},\,\!} و
{\displaystyle I_{yz}=I_{zy}\ {\stackrel {\mathrm {def} }{=}}\ -\sum _{k=1}^{N}m_{k}y_{k}z_{k},\,\!}
هنا {\displaystyle I_{xx}} يدل على لحظة القصور الذاتي حول {\displaystyle x} -المحور عندما تدور الكائنات حول المحور السيني، {\displaystyle I_{xy}} يدل على لحظة القصور الذاتي حول {\displaystyle y} -المحور عند تدوير الكائنات حول {\displaystyle x} -المحور، وما إلى ذلك.
يمكن تعميم هذه الكميات على جسم ذي كتلة موزعة، موصوفة بوظيفة كثافة الكتلة، بطريقة مشابهة للعزم القياسي للقصور الذاتي. ثم واحد
{\displaystyle \mathbf {I} =\iiint _{V}\rho (x,y,z)\left(\|\mathbf {r} \|^{2}\mathbf {E} _{3}-\mathbf {r} \otimes \mathbf {r} \right)\,dx\,dy\,dz,}
أين {\displaystyle \mathbf {r} \otimes \mathbf {r} } هو ناتجهم الخارجي، E 3 هي مصفوفة الهوية 3 × 3، و V هي منطقة من الفضاء تحتوي على الكائن بالكامل.
بدلاً من ذلك، يمكن كتابتها أيضًا من حيث عامل الزخم الزاوي {\displaystyle [\mathbf {r} ]\mathbf {x} =\mathbf {r} \times \mathbf {x} } :
{\displaystyle \mathbf {I} =\iiint \limits _{V}\rho (\mathbf {r} )[\mathbf {r} ]^{T}[\mathbf {r} ]\,\mathrm {d} V=-\iiint \limits _{Q}\rho (\mathbf {r} )[\mathbf {r} ]^{2}\,\mathrm {d} V}
يمكن استخدام موتر القصور الذاتي بنفس طريقة استخدام مصفوفة القصور الذاتي لحساب العزم القياسي من القصور الذاتي حول محور عشوائي في الاتجاه {\displaystyle \mathbf {n} }،
{\displaystyle I_{n}=\mathbf {n} \cdot \mathbf {I} \cdot \mathbf {n} ,}
حيث يتم أخذ المنتج النقطي مع العناصر المقابلة في موتر المكون. منتج لمصطلح القصور الذاتي مثل {\displaystyle I_{12}} يتم الحصول عليها من خلال الحساب
{\displaystyle I_{12}=\mathbf {e} _{1}\cdot \mathbf {I} \cdot \mathbf {e} _{2},} ويمكن تفسيرها على أنها لحظة القصور الذاتي حول {\displaystyle x} -المحور عندما يدور الكائن حول {\displaystyle y} -محور.
يمكن تجميع مكونات الموترات من الدرجة الثانية في مصفوفة. بالنسبة لموتّر القصور الذاتي، تُعطى هذه المصفوفة،
{\displaystyle \mathbf {I} ={\begin{bmatrix}I_{11}&I_{12}&I_{13}\\I_{21}&I_{22}&I_{23}\\I_{31}&I_{32}&I_{33}\end{bmatrix}}={\begin{bmatrix}I_{xx}&I_{xy}&I_{xz}\\I_{yx}&I_{yy}&I_{yz}\\I_{zx}&I_{zy}&I_{zz}\end{bmatrix}}.}
من الشائع في ميكانيكا الجسم الجامدة استخدام تدوين يحدد بوضوح {\displaystyle x}، {\displaystyle y} وو {\displaystyle z} -الحاور مثل {\displaystyle I_{xx}} و {\displaystyle I_{xy}}، لمكونات موتر القصور الذاتي.

### اشتقاق مكونات الموتر
المسافة {\displaystyle r} من الجسيم في {\displaystyle \mathbf {x} } من محور الدوران الذي يمر عبر الأصل في {\displaystyle \mathbf {\hat {n}} } الاتجاه {\displaystyle |\mathbf {x} -(\mathbf {x} \cdot \mathbf {\hat {n}} )\mathbf {\hat {n}} |}، أين {\displaystyle \mathbf {\hat {n}} } هو متجه الوحدة. لحظة القصور الذاتي على المحور
{\displaystyle I=mr^{2}=m(\mathbf {x} -(\mathbf {x} \cdot \mathbf {\hat {n}} )\mathbf {\hat {n}} )^{2}=m(\mathbf {x} ^{2}-2\mathbf {x} (\mathbf {x} \cdot \mathbf {\hat {n}} )\mathbf {\hat {n}} +(\mathbf {x} \cdot \mathbf {\hat {n}} )^{2}\mathbf {\hat {n}} ^{2})=m(\mathbf {x} ^{2}-(\mathbf {x} \cdot \mathbf {\hat {n}} )^{2})}.
أعد كتابة المعادلة باستخدام تبديل المصفوفة:
{\displaystyle I=m(\mathbf {x} ^{T}\mathbf {x} -\mathbf {\hat {n}} ^{T}\mathbf {x} \mathbf {x} ^{T}\mathbf {\hat {n}} )=m\cdot \mathbf {\hat {n}} ^{T}(\mathbf {x} ^{T}\mathbf {x} \cdot \mathbf {E_{3}} -\mathbf {x} \mathbf {x} ^{T})\mathbf {\hat {n}} }، حيث E 3 هي مصفوفة الهوية 3 × 3.
هذا يؤدي إلى صيغة موتر للحظة القصور الذاتي
{\displaystyle {I}=m[n_{1},n_{2},n_{3}]{\begin{bmatrix}y^{2}+z^{2}&-xy&-xz\\-yx&x^{2}+z^{2}&-yz\\-zx&-zy&x^{2}+y^{2}\end{bmatrix}}{\begin{bmatrix}n_{1}\\n_{2}\\n_{3}\end{bmatrix}}}.
بالنسبة للجسيمات المتعددة، نحتاج فقط إلى تذكر أن لحظة القصور الذاتي مضافة لنرى أن هذه الصيغة صحيحة.

### موتر القصور الذاتي للترجمة
دع {\displaystyle \mathbf {I_{0}} } يكون موتر القصور الذاتي للجسم محسوبًا عند مركز كتلته، و {\displaystyle \mathbf {R} } يكون متجه إزاحة الجسم. يُعطى موتر القصور الذاتي للجسم المترجم فيما يتعلق بمركز كتلته الأصلي من خلال:
{\displaystyle \mathbf {I} =\mathbf {I_{0}} +m[(\mathbf {R} \cdot \mathbf {R} )\mathbf {E_{3}} -\mathbf {R} \otimes \mathbf {R} ]}
أين {\displaystyle m} هي كتلة الجسم، و E 3 هي مصفوفة الهوية 3 × 3، و {\displaystyle \otimes } هو المنتج الخارجي.

### موتر القصور الذاتي للدوران
دع {\displaystyle \mathbf {R} } تكون المصفوفة التي تمثل دوران الجسم. يُعطى موتر القصور الذاتي للجسم المستدير بواسطة:
{\displaystyle \mathbf {I} =\mathbf {R} \mathbf {I_{0}} \mathbf {R} ^{T}}

## مصفوفة القصور الذاتي في أطر مرجعية مختلفة
يفترض استخدام مصفوفة القصور الذاتي في قانون نيوتن الثاني أن مكوناتها محسوبة بالنسبة إلى المحاور الموازية للإطار بالقصور الذاتي وليس بالنسبة للإطار المرجعي الثابت للجسم. هذا يعني أنه بينما يتحرك الجسم تتغير مكونات مصفوفة القصور الذاتي بمرور الوقت. على النقيض من ذلك، فإن مكونات مصفوفة القصور الذاتي المقاسة في إطار ثابت للجسم تكون ثابتة.

### هيكل الجسم
دع مصفوفة القصور الذاتي لإطار الجسم بالنسبة إلى مركز الكتلة يشار إليها {\displaystyle \mathbf {I} _{\mathbf {C} }^{B}}، وتحديد اتجاه إطار الجسم بالنسبة للإطار بالقصور الذاتي بواسطة مصفوفة الدوران {\displaystyle \mathbf {A} }، مثل ذلك،
{\displaystyle \mathbf {x} =\mathbf {A} \mathbf {y} ,}
حيث نواقل {\displaystyle \mathbf {y} } إطار إحداثيات ثابت في الجسم له إحداثيات {\displaystyle \mathbf {x} } في الإطار بالقصور الذاتي. بعد ذلك، يتم إعطاء مصفوفة القصور الذاتي للجسم المقاسة في إطار القصور الذاتي
{\displaystyle \mathbf {I} _{\mathbf {C} }=\mathbf {A} \mathbf {I} _{\mathbf {C} }^{B}\mathbf {A} ^{\mathsf {T}}.}
لاحظ أن {\displaystyle \mathbf {A} } يتغير مع تحرك الجسم، بينما {\displaystyle \mathbf {I} _{\mathbf {C} }^{B}} يبقى ثابتا.

### المحاور الرئيسية
تُقاس مصفوفة القصور الذاتي في إطار الجسم وهي مصفوفة متماثلة حقيقية ثابتة. تحتوي المصفوفة المتماثلة الحقيقية على التكوين الذاتي في حاصل ضرب مصفوفة الدوران {\displaystyle \mathbf {Q} } ومصفوفة قطرية {\displaystyle {\boldsymbol {\Lambda }}}، معطى بواسطة
{\displaystyle \mathbf {I} _{\mathbf {C} }^{B}=\mathbf {Q} {\boldsymbol {\Lambda }}\mathbf {Q} ^{\mathsf {T}},}
أين
{\displaystyle {\boldsymbol {\Lambda }}={\begin{bmatrix}I_{1}&0&0\\0&I_{2}&0\\0&0&I_{3}\end{bmatrix}}.}
أعمدة مصفوفة الدوران {\displaystyle \mathbf {Q} } تحديد اتجاهات المحاور الرئيسية للجسم، والثوابت {\displaystyle I_{1}}، {\displaystyle I_{2}} وو {\displaystyle I_{3}} تسمى اللحظات الرئيسية من القصور الذاتي. تم عرض هذه النتيجة لأول مرة بواسطة جيمس جوزيف سيلفستر عام (1852)، وهي شكل من أشكال قانون القصور الذاتي لسيلفستر. يُطلق أحيانًا على المحور الرئيسي الذي يتميز بأعلى لحظة من القصور الذاتي اسم محور الشكل أو محور الشكل.
عندما تكون جميع اللحظات الرئيسية من القصور الذاتي مميزة، يتم تحديد المحاور الرئيسية من خلال مركز الكتلة بشكل فريد ويسمى الجسم الصلب بالقمة غير المتماثلة. إذا كانت لحظتان رئيسيتان متماثلتين، فإن الجسم الصلب يسمى قمة متماثلة ولا يوجد خيار فريد للمحورين الأساسيين المتوافقين. إذا كانت جميع اللحظات الرئيسية الثلاث هي نفسها، يُطلق على الجسم الصلب قمة كروية (على الرغم من أنه لا يلزم أن يكون كرويًا) ويمكن اعتبار أي محور محورًا رئيسيًا، مما يعني أن لحظة القصور الذاتي هي نفسها في أي محور.
غالبًا ما يتم محاذاة المحاور الرئيسية مع محاور تناظر الكائن. إذا كان لجسم صلب محور تناسق في النظام {\displaystyle m}، وهذا يعني أنه متماثل عند دوران 360°/m حول المحور المحدد، وهذا المحور هو المحور الرئيسي. متى {\displaystyle m>2}، الجسم الصلب هو قمة متناظرة. إذا كان الجسم الصلب يحتوي على محوري تناظر على الأقل غير متوازيين أو متعامدين مع بعضهما البعض، فهو قمة كروية، على سبيل المثال، مكعب أو أي مادة صلبة أفلاطونية أخرى.
غالبًا ما يتم وصف حركة المركبات من حيث الانعراج والميل واللف والتي تتوافق عادةً تقريبًا مع الدوران حول المحاور الثلاثة الرئيسية. إذا كان للمركبة تناظر ثنائي، فإن أحد المحاور الرئيسية سوف يتوافق تمامًا مع المحور العرضي (الملعب).
ومن الأمثلة العملية على هذه الظاهرة الرياضية مهمة السيارات الروتينية المتمثلة في موازنة الإطار، وهو ما يعني في الأساس تعديل توزيع كتلة عجلة السيارة بحيث يكون محور القصور الذاتي الرئيسي لها محاذاة مع المحور بحيث لا تتمايل العجلة.
تصنف الجزيئات الدوارة أيضًا على أنها قمم غير متناظرة أو متناظرة أو كروية، ويختلف هيكل أطيافها الدورانية لكل نوع.

### بيضاوي

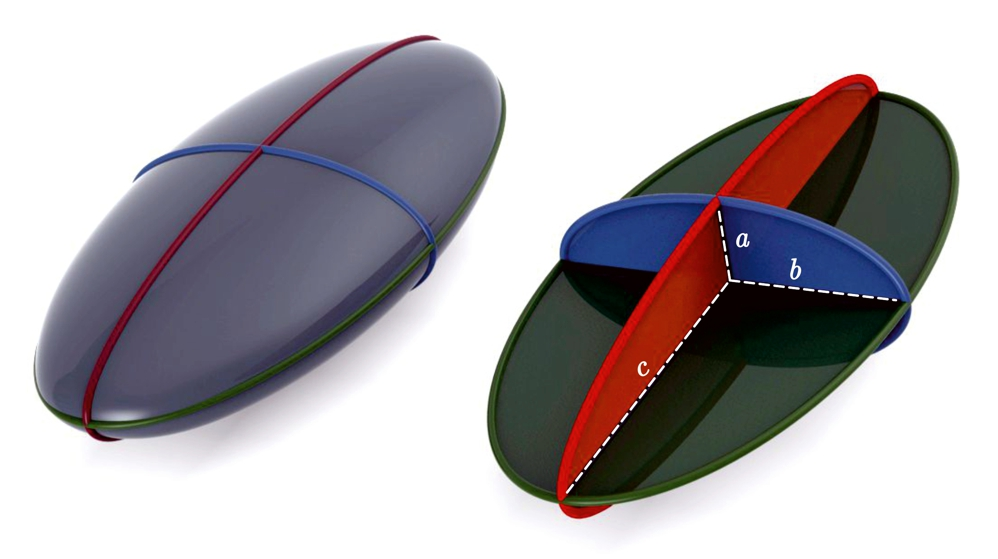
شكل بيضاوي مع تحديد أقطار شبه رئيسية ، و و.

إن لحظة مصفوفة القصور الذاتي في إحداثيات إطار الجسم هي شكل تربيعي يحدد سطحًا في الجسم يسمى الشكل الإهليلجي لـ بوينسوت. دع {\displaystyle {\boldsymbol {\Lambda }}} تكون مصفوفة القصور الذاتي بالنسبة إلى مركز الكتلة المحاذاة مع المحاور الرئيسية، ثم السطح
{\displaystyle \mathbf {x} ^{\mathsf {T}}{\boldsymbol {\Lambda }}\mathbf {x} =1,}
أو
{\displaystyle I_{1}x^{2}+I_{2}y^{2}+I_{3}z^{2}=1,}
يحدد شكل بيضاوي في هيكل الجسم. اكتب هذه المعادلة في الصورة،
{\displaystyle \left({\frac {x}{1/{\sqrt {I_{1}}}}}\right)^{2}+\left({\frac {y}{1/{\sqrt {I_{2}}}}}\right)^{2}+\left({\frac {z}{1/{\sqrt {I_{3}}}}}\right)^{2}=1,}
لنرى أن الأقطار شبه الرئيسية لهذا الشكل الإهليلجي مُعطاة بواسطة
{\displaystyle a={\frac {1}{\sqrt {I_{1}}}},\quad b={\frac {1}{\sqrt {I_{2}}}},\quad c={\frac {1}{\sqrt {I_{3}}}}.}
دع نقطة {\displaystyle \mathbf {x} } على هذا الشكل الإهليلجي يتم تعريفه من حيث حجمه واتجاهه، {\displaystyle \mathbf {x} =||\mathbf {x} ||\mathbf {n} }، أين {\displaystyle \mathbf {n} } هو متجه وحدة. ثم العلاقة المعروضة أعلاه، بين مصفوفة القصور الذاتي والعزم القياسي من القصور الذاتي {\displaystyle I_{\mathbf {n} }} حول محور في الاتجاه {\displaystyle \mathbf {n} }، عائدات
{\displaystyle \mathbf {x} ^{\mathsf {T}}{\boldsymbol {\Lambda }}\mathbf {x} =||\mathbf {x} ||^{2}\mathbf {n} ^{\mathsf {T}}{\boldsymbol {\Lambda }}\mathbf {n} =||\mathbf {x} ||^{2}I_{\mathbf {n} }=1.}
وبالتالي، مقدار النقطة {\displaystyle \mathbf {x} } في الاتجاه {\displaystyle \mathbf {n} } على القطع الناقص القصور الذاتي
{\displaystyle ||\mathbf {x} ||={\frac {1}{\sqrt {I_{\mathbf {n} }}}}.}

## معادلات القصور الذاتي
تعطى علاقة القصور الذاتي I لكتلة صغيرة dm تدور حول محور ارتكاز وتبعد عنه بنصف قطر r كمايلي:
{\displaystyle I=\int r^{2}\,dm\,\!}
وبتفصيل أكثر يمكن استخدام العلاقة المكافئة:{\displaystyle I\triangleq mr^{2}\,\!}
و بفرض الكتلة الإجمالية الدوارة حول المحور مكونة من مجموعة 'N من الكتل النقطية mi على مسافة ri من محور الدوران، يصبح اجمالي عزم القصور الذاتي هو:{\displaystyle I\triangleq \sum _{i=1}^{N}{m_{i}r_{i}^{2}}\,\!}
بالنسبة لجسم جاسئ كتلته دالة في الكثافة، ρ(r), يمكن حساب عزم القصور الذاتي بالتكامل:
{\displaystyle I\triangleq \iiint _{V}\|\mathbf {r} \|^{2}\,\rho (\mathbf {r} )\,dV\!}
حيث:V الحجم الذي يشغره الجسم.
ρ كثافة الجسم:r = (r,θ,φ), (x,y,z), or (r,θ,z) هي إحداثيات نقطة داخل الجسم.

رسم يبين حساب عزم العطالة لقرص.

اعتمادا على التحليل البعدي يتوجب ان يكون عزم القصور لجسم لانقطي ان يتخذ الشكل:
{\displaystyle I=k\cdot M\cdot {R}^{2}\,\!}
حيث:M كتلة الجسم:R نصف القطر من مركز الكتلة إلى المحور:k ثابت ليس له بعد يدعى بـ ثابت القصور ويتغير مع شكل الجسم.
هنا بعض قيم هذا الثابت للاشكال الشهيرة:
- k = 1, لحلقة رقيقة حول محورها،
- k = 2/5, كرة مصمتة حول محورها،
- k = 1/2, اسطوانة مصمتة حول محورها.

## تطبيقات
أحد أعجب تطبيقات عزم القصور الذاتي هي تميز خصائص بعض الاجسام عن طريق تدويرها فمثلاً يمكن التمييز بين بيضتين إحداهما مسلوقة والأخرى سليمة (لم تسلق بعد) وذلك بدون فك القشرة. عند تدوير كلا البيضتين سنلاحظ أن البيضة المسلوقة تدور لوقت أطول! التطبيقات الأخرى تشمل زيادة أنصاف أقطار العجلات لضمان عزم قصور أعلى. كذلك يقوم المتدربون في حركات القفز والدوران بدراسة تفاصيل الجسم من هذه الناحية لضمان أفضل أداء للحركات. كما أن القصور الذاتي يلعب دوراً أساسياً في حياتنا اليومية والحفاظ على الدوران المغزلي للأرض على الرغم من تأثير المد والجزر مع القمر على هذا الدوران.

## روابط خارجية
- الزخم الزاوي ودوران الجسم الصلب في بعدين وثلاثة أبعاد نسخة محفوظة 29 مارس 2010 على موقع واي باك مشين.
- ملاحظات محاضرة حول دوران الجسم الصلب ولحظات القصور الذاتي
- لحظة موتر القصور الذاتي
- درس تمهيدي في لحظة القصور الذاتي: الحفاظ على عمود رأسي لا يسقط (محاكاة جافا)
- برنامج تعليمي لإيجاد لحظات من القصور الذاتي، مع وجود مشاكل وحلول على أشكال أساسية مختلفة
- ملاحظات حول آليات التلاعب: موتر القصور الذاتي الزاوي